# Аналитическая психология Юнга
Аналитическая психология Карла Юнга — направление глубинной психологии XX в., разработанное швейцарским психиатром и психологом Карлом Густавом Юнгом.

## Структура и содержание психики
Цельность психики, согласно Юнгу, не охватывается только сознанием. Человек не рождается совершенно новым созданием — его сознание развилось и вышло, как исторически, так и индивидуально, из изначальной бессознательности.
При этом, особенность психологии состоит в том, что здесь психика, будучи объектом научного наблюдения, в то же время является его субъектом, средством, благодаря которому мы производим эти наблюдения. Бессознательное, уходящее корнями в древность и имеющее неизвестную нам природу и границы, всегда выражается через сознание и в терминах сознания.
Сознание является, по преимуществу, продуктом восприятия и ориентации во внешнем мире. Сознание определяется Юнгом как соотношение психических фактов и Эго. Эго — это комплекс психических факторов, конструированный, прежде всего, общей осведомленностью относительно своего тела, своего существования и затем данными памяти; у человека есть определенная идея о его прошлом бытии, определенные наборы (серии) памяти. Эти две составляющие и есть главные конституэнты Его. Этот комплекс обладает мощным магнетизмом: он притягивает то, что содержится в бессознательном, и также притягивает впечатления извне.
В сознании различаются две составляющие:
1. Эктопсихическая система — связывает человека с внешними фактами.
К эктопсихическим функциям относятся:
ощущение — говорит нам о том, что вещь есть;
мышление — о том, что это за вещь;
чувство — о том, какова ценность этой вещи для нас;
интуиция — предвосхищение, которое открывает нам то, что происходит «за углом».
Под влиянием доминирующей функции складывается индивидуальный психологический тип. Так, думая, мы должны исключать всякие чувства, и, наоборот, те, кто руководствуется чувствами, пренебрегает разумными доводами. То же самое происходит в случае с парой ощущение-интуиция: невозможно воспринимать физические факты и возможности и одновременно «заглядывать за угол».
Подчинённая функция всегда соответствует архаической части нашей личности — в своей подчинённой функции мы всегда уязвимы. С другой стороны, мы цивилизованы в своей дифференцированной функции — в её пределах мы обладаем свободой воли, тогда как в рамках подчинённой функции мы ограничены.
2. Эндопсихическая система — включает элементы внутреннего характера.
К эндопсихическим функциям относятся:
память — Это некий носитель, который накапливает информацию путем отбора нужной и ненужной;
эмоции и аффекты — овладевают человеком, меняют его физиологическое состояние;
инвазия — полное господство бессознательной стороны психики, минимальный сознательный контроль. «Между поэтическим вдохновением и инвазией нет никакой разницы, и поэтому я избегаю слова „патология“».
Благодаря эндопсихической системе мы соприкасаемся с бессознательным. Бессознательные процессы недоступны непосредственному наблюдению; однако их продукты, пересекающие порог сознания, можно подразделить на два класса:
- индивидуальное бессознательное — элементы, происходящие от инстинктивных процессов и приобретенные личным опытом (в том числе забытые, вытесненные, творческие содержания и т. д.);
- коллективное бессознательное — общая для всех людей часть бессознательного, свойственная человечеству в целом. Это совокупность архетипов, проявляющихся в сказках, мифах, легендах, в фольклоре. Например, сюда относятся образы Героя, Спасителя, Дракона, мотивы двойного рождения, непорочного зачатия и др.[2]

Индивидуальное бессознательное — это та часть psyche, где находится материал, который с таким же успехом мог бы находиться и в сознании — сфера его действия может быть сужена практически до нуля. Сфера архетипического вообще не может быть осознана. Её предполагаемые содержания появляются в форме образов, которые можно понять, лишь сопоставляя их с историческими параллелями. Если в распоряжении не будет параллелей, не получится интегрировать эти содержания в сознание, они останутся в состоянии проекции.

## Методы исследования и работы с бессознательным
Юнг неоднократно отмечает, что мы не знаем, как далеко простирается бессознательное. Самая большая глубина, какой можно достичь в ходе исследования бессознательного, — это тот слой души, в котором человек перестаёт быть отдельным индивидом и его душа сливается с душой человечества — душой не сознательной, а бессознательной, где все люди одинаковы.
При исследовании бессознательного Юнг использовал три метода:
1) ассоциативный тест: в эксперименте используется длинный список слов, на которые тестируемый реагирует ассоциациями. Услышав слово-стимул, тестируемый должен как можно быстрее назвать первое слово, пришедшее ему в голову. Секундомером фиксируется время каждой реакции. Пройдя, например, сто слов, слова-стимулы повторяются, а тестируемый должен воспроизвести свои прежние ответы.
Ошибки в повторении ассоциации, задержка ответа и др. типы нарушений реакции на слова-стимулы часто свидетельствуют о болезненной обостренности чувств по отношению к этим словам. Например, тот, у кого комплекс на почве денег, будет задет словами «купить», «уплатить», «деньги» и т. п. Это на бессознательном уровне искажает реакцию и не подлежит контролю со стороны воли. Чтобы узнать, что беспокоит человека, нужно просто прочесть слова, вызвавшие беспокойство, и попытаться связать их воедино.
2) анализ сновидений: сопоставление серии снов (например, двадцати или ста) может показать процесс, протекающий в бессознательном от ночи к ночи. При этом отдельно взятый сон может быть проинтерпретирован произвольно.

Я обращаюсь со сном так, будто это текст, который я недостаточно понимаю. Моя идея заключается в том, что сон как высказывание не абсолютная бессмыслица, что он ничего не утаивает; мы просто не понимаем его языка. Точно так же, когда вам кажется, что пациент что-то путает, это совсем не обязательно означает, что он действительно запутался, но означает, что врач не понимает его материал. Предположение, что сон хочет что-то утаить, является простой антропоморфизацией.

Согласно Юнгу, сны являются естественной реакцией саморегулирующейся психической системы на нашу сознательную позицию, когда бессознательное даёт знать о нарушении равновесия, подобно реакции тела на переедание или недоедания:

Сны являются свидетельством (или, если угодно, симптомом) того, что индивид пребывает в разногласии с бессознательным, что где-то он сбился со своей тропы. В какой-то момент он стал жертвой собственных амбиций и нелепых прожектов, и если он будет продолжать не замечать этого, пропасть будет расти, пока он не сорвётся в неё.

Некоторые мотивы снов своим источником имеют индивидуальный опыт. Часто бессознательное говорит о каком-нибудь комплексе, который беспокоит человека, иногда персонифицируя этот комплекс в сновидениях. Другие мотивы находятся целиком за пределами нашего опыта, будучи продуктом коллективного бессознательного.
Для разбора содержания сна Юнг использовал метод амплификации. Этот метод состоит в поисках параллелей: как в случае с никогда не встречавшимся словом исследователь ищет текстовые параллели со схожими словами, так психоаналитик ищет схожие с образом пациента мотивы в истории, литературе, искусстве и т. д.
Затем нужно найти контекст, психическую основу рассматриваемого мотива из сна. Если сон явно построен на индивидуальном материале, обязательно следует обратиться к индивидуальным ассоциациям пациента (например, какие чувства у него вызывает приснившийся «простой крестьянский дом»); если же у сна главным образом мифологическая структура, он говорит на универсальном языке, и можно отыскать параллели для того, чтобы достроить контекст. Поиск параллелей для образов коллективного бессознательного почти всегда связан с привлечением религиозных, мифологических и фольклорных материалов, которые полны подобного символизма.
Пациент выздоравливает, когда ситуация, лежащая в основе психического заболевания, находит правильное выражение, то есть исчезает проекция субъективных переживаний на объективные предметы. Юнг замечал, что все активированные содержания бессознательного имеют тенденцию являться в проекции, которая совершается бессознательно без участия нашей воли. Если перенос прекращается, тогда вся энергия проекции, которая до этого попусту растрачивалась, становится достоянием субъекта.

Трансфер должен быть устранён, и обращаться с ним аналитик должен, как с любой другой проекцией. Практически это означает: вам следует сделать так, чтобы пациент осознал субъективную ценность индивидуальных и внеиндивидуальных (архетипических) содержаний своего трансфера.

Проекции индивидуальных образов могут быть устранены простыми разумными доводами и здравым смыслом, тогда как власть внеиндивидуальных образов одним лишь разумом не разрушить. Дело в том, что архетипические образы должны проецироваться, так как иначе они переполняют сознание; поэтому проблема заключается в том, чтобы найти формы, способные их вместить. Для разрешения архетипических проекций Юнг развил способ, называемый им индивидуацией.
3) активное воображение: сосредоточение внимания на выбранном образе с последующим бессознательным развитием картины. Когда пациент концентрируется на чём-то и отходит от сознательного размышления и даёт волю своему воображению, бессознательное подаёт идеи и представляет материал, который в некоторых случаях может быть полезен для психоаналитика.
Случается, что пациенты приходят к тому, что определенный материал должен быть запечатлен посредством схемы, рисунка, пластического оформления и т. п. Если рисунки явно демонстрируют внеиндивидуальное содержание, то также следует применить метод сопоставления с имеющимся в мировом наследии материалом. Таким образом, в качестве типичных, повторяющихся способов выражения человеческой психе, пациент способен уяснить значение возникающих у него архетипических образов.

## Цель психотерапии
По Юнгу, цель психотерапии состоит в таком усовершенствовании личности и в формировании её в целостность, при котором происходит гармонизация и сотрудничество сознания и бессознательного. Эта задача относится к иррациональной стороне жизни и имеет дело с определенными символами, так как именно в них осуществляется объединение сознательных и бессознательных содержаний.